# Bahnhof Fehmarn-Burg
Der Bahnhof Fehmarn-Burg ist ein Eisenbahnhaltepunkt im Ort Burg auf Fehmarn, dem zentralen Ort der Insel. Er liegt etwas abseits der Bahnstrecke Lübeck–Puttgarden, an die er mit zwei Verbindungskurven angeschlossen ist. Nachdem 1984 der Personen- und 1995 der Güterverkehr nach Burg eingestellt worden war, war der Bahnhof ohne Verkehr. 2010 ging ein neuer Haltepunkt etwa 200 Meter nördlich der alten Station in Betrieb, womit Burg wieder einen eigenen Eisenbahnanschluss erhielt.

## Geschichte

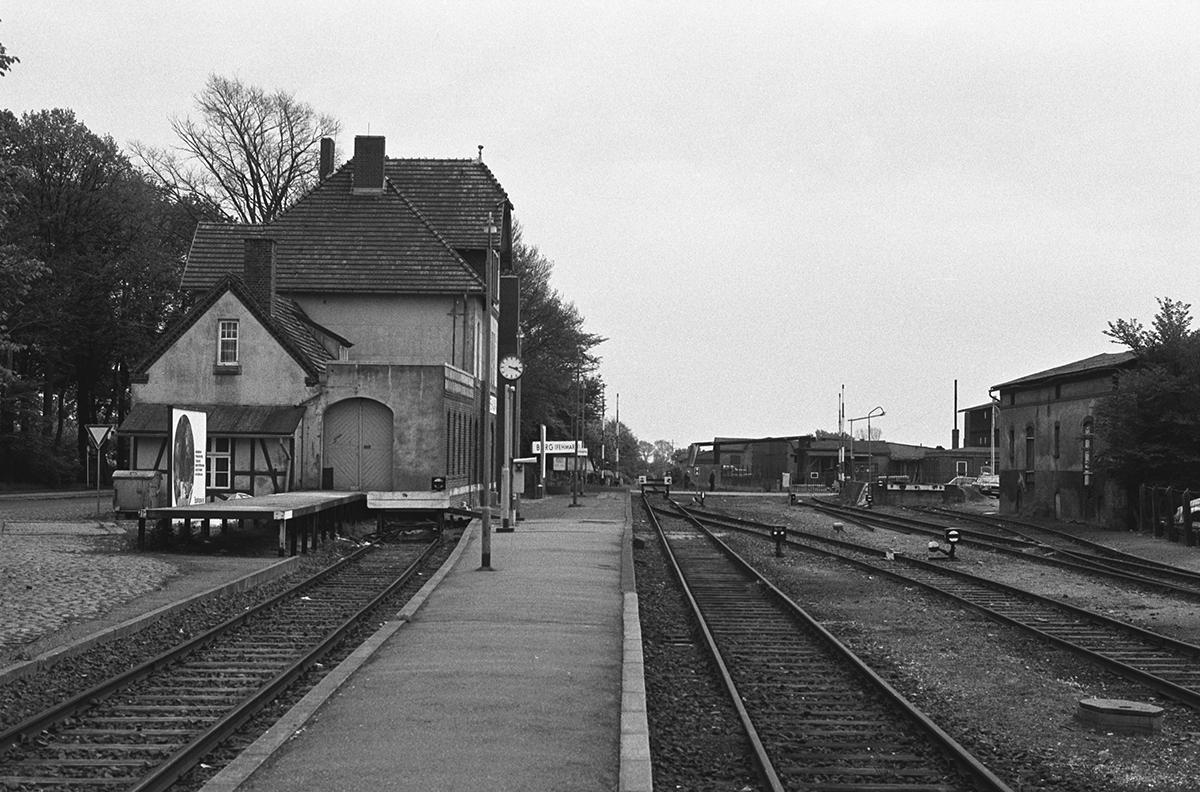
Ansicht von 1983

Am 8. September 1905 erhielt die Stadt Burg ihren Bahnhof mit der Eröffnung der Inselbahn Fehmarn vom Bahnhof Fehmarnsund über Burgstaaken und Burg nach Orth im Westen der Insel. Der Bahnhof lag im Westen der Stadt in Nord-Süd-Richtung. Das Empfangsgebäude lag östlich der Gleisanlagen, war zweieinhalbgeschossig mit angebauten Güterschuppen und verfügte über einen Hausbahnsteig. Am nördlichen Bahnhofskopf gab es einen zweiständigen Lokschuppen mit Werkstatt und einem Wasserturm. Ein eingleisiger Triebwagenschuppen wurde noch angebaut. Im nördlichen Bereich lag die lange Ladestraße; hier siedelten sich der örtliche Landhandel an. Der Güterverkehr bestand hauptsächlich aus landwirtschaftlichen Erzeugnissen: Getreide, Zuckerrüben, Stroh und Viehtransporte (hierfür gab es eine Viehverladerampe) zu den Schlachthöfen, geliefert wurde Kunstdünger und Kohle. Im Personenverkehr gab es anfangs vier Zugpaare täglich. 1938 waren es werktags fünf Zugpaare nach Orth und nach Heiligenhafen und sonntags sechs.
Der Personenverkehr Richtung Orth wurde 1956 beendet. 1962 waren es täglich sieben Zugpaare nach Heiligenhafen, werktags acht.
Der Bahnhof hatte bis 1963 zwei Einfahrsignale, die Weichen waren handbedient.
1963 ging die Vogelfluglinie in Betrieb und die Insel wurde mit der Fehmarnsundbrücke an das Festland angebunden. Der Bahnhof Burg wurde über ein Gleisdreieck an die neue durchgehende Strecke zum Fährhafen am Bahnhof Puttgarden beim Betriebsbahnhof Burg West angeschlossen. Am 30. April 1963 ging zunächst die Strecke vom Festland über Burg West nach Burg in Betrieb, am 15. Mai folgte der Anschluss nach Puttgarden, wo der neue Fährbahnhof nach Dänemark entstand. Der Verkehr zwischen Burg, Burgstaaken und Fehmarnsund wurde kurz nach Eröffnung der neuen Strecke eingestellt. Der Bahnhof Burg wurde 1963 nur noch von zwei Eilzügen in Tagesrandlage bedient.
Der Güterverkehr nach Orth hielt sich bis 1974, zwischen Burg und Landkirchen bis 1995.
In den 1970er Jahren fuhren die meisten Fernzüge nach Dänemark auf direktem Weg nach Puttgarden und bedienten den Bahnhof in Burg nicht. Im Winter 1970/71 wurde der Bahnhof in Burg von zwei Eilzugpaaren und einem Nahverkehrszugpaar am Tag angefahren, welche auf dem Weg von und nach Puttgarden in Burg Kopf machten. In den letzten Betriebsjahren verkehrte in der Sommersaison der Schnellzug Fehmarn-Express von und nach Burg.  Er fuhr (1977) aus Richtung Süden kommend zunächst nach Puttgarden und von dort über die nördliche Kurve nach Burg, die südliche Kurve des Gleisdreiecks war bereits ohne Verkehr. Am 24. September 1983 endete die Personenverkehrsbedienung des Bahnhofs Burg. Nach der Einstellung des Güterverkehrs nach Landkirchen ging der Bahnhof Burg außer Betrieb.
2010 wurde die Strecke nach Burg reaktiviert. Anstelle des alten Bahnhofs entstand ein neuer Haltepunkt etwa 200 Meter nördlich. Er wurde ab dem Fahrplanjahr 2014 alle zwei Stunden von Regionalbahn-Zügen aus Richtung Lübeck bedient, die saisonal unterschiedlich alle nach Puttgarden weiterfuhren. Hinzu kam bis 2018 in der Sommersaison ein Intercity-Zugpaar zwischen Frankfurt über Köln und Fehmarn-Burg.
Der neue Haltepunkt wurde von der AKN Eisenbahn gebaut.
Das Gebäude des alten Bahnhofs blieb bis 2017 erhalten und wurde privat genutzt.

## Bedienung im Jahr 2022
| Linienbezeichnung | Linienverlauf | Takt                                                                |
| ----------------- | --- | ------------------------------------------------------------------- |
| IC 39             | Fehmarn-Burg – Oldenburg (Holst) – Sierksdorf – Haffkrug – Scharbeutz – Timmendorfer Strand – Lübeck Hbf – Hamburg Hbf Nur ein Zug in Haffkrug.                                                  | zweimal täglich in der Sommersaison                                 |
| RE 85 / RB 85     | (Hamburg Hbf) – Lübeck Hbf – Bad Schwartau – Timmendorfer Strand – Scharbeutz – Haffkrug – Sierksdorf – Neustadt (Holst) – Lensahn – Oldenburg (Holst) – Großenbrode – Fehmarn-Burg – Puttgarden | RB: zweistündlich von/nach Lübeck; RE: Zwei Zugpaare an Wochenenden |

## Bedienung heute
| Linienbezeichnung | Linienverlauf                                                                                 | Takt                                                   | Bahnstrecke       | Betreiber                                               | Fahrzeugeinsatz              |
| ----------------- | --------------------------------------------------------------------------------------------- | ------------------------------------------------------ | ----------------- | ------------------------------------------------------- | ---------------------------- |
| X 85              | Lübeck Hbf – Haffkrug – Lensahn – Oldenburg (Holst) – Großenbrode – Fehmarn-Burg – Puttgarden | stündlich                                              | Lübeck–Puttgarden | DB Autokraft im Auftrag von DB Regio Schleswig-Holstein | Doppelstöckiger Reisebus     |
| X 85-F            | Lübeck Hbf – Lensahn – Oldenburg (Holst) – Fehmarn-Burg                                       | drei Fahrten pro Tag am Wochenende in der Sommersaison | Lübeck–Puttgarden | DB Autokraft im Auftrag von DB Regio Schleswig-Holstein | Stadtbus mit Fahrradanhänger |
| Stand: Mai 2024   |                                                                                               |                                                        |                   |                                                         |                              |

Am Bahnhof bestehen mehrere Omnibusverbindungen der Autokraft, unter anderem nach Heiligenhafen.

## Zukunft
Während des zweigleisigen Ausbaus und der Elektrifizierung der Bahnstrecke zwischen Lübeck und Puttgarden für die feste Fehmarnbelt-Querung (FBQ) können seit dem 1. September 2022 fünf Jahre lang keine Züge zwischen Puttgarden und Neustadt in Holstein fahren. Es gibt während dieser Zeit einen stündlichen hochwertigen Ersatzverkehr mit Doppelstockbussen zwischen Puttgarden und Lübeck, die einen Zuganschluss in Haffkrug gewähren.
Während der Bauarbeiten wird der Bahnhof in Burg zu einem grenzüberschreitenden Nahverkehrsknoten ausgebaut. Es entsteht ein zweites Gleis, damit sich Züge von Deutschland nach Dänemark begegnen können. Der bereits vorhandene Bahnsteig wird zum Mittelbahnsteig umgebaut und verlängert. Künftig sollen sich geplante grenzüberschreitende Regionalzüge Lübeck–Fehmarn–Nykøbing in Burg begegnen.
Die AKN baut den Bahnhof Fehmarn-Burg als zuständiges Eisenbahninfrastrukturunternehmen (EIU) im Auftrag der NAH.SH um.
Die für die Eisenbahninfrastruktur außerhalb des Bahnhofs zuständige DB Netz AG baut eine Abstellanlage mit vier Abstellgleisen im Bereich des Gleisdreiecks.
Der Umbau des Bahnhofs Fehmarn-Burg soll frühestens 2022 beginnen und während der Sperrung zum Ausbau der FBQ-Schienenhinterlandanbindung abgeschlossen werden.